# Arthelais van Benevento
Arthelais van Benevento (Constantinopel, 544 – Benevento, 567) is een heilige in de Rooms-Katholieke Kerk. Het heiligenleven is in latere eeuwen neergeschreven op basis van mondeling overgedragen verhalen.

## Synoniemen

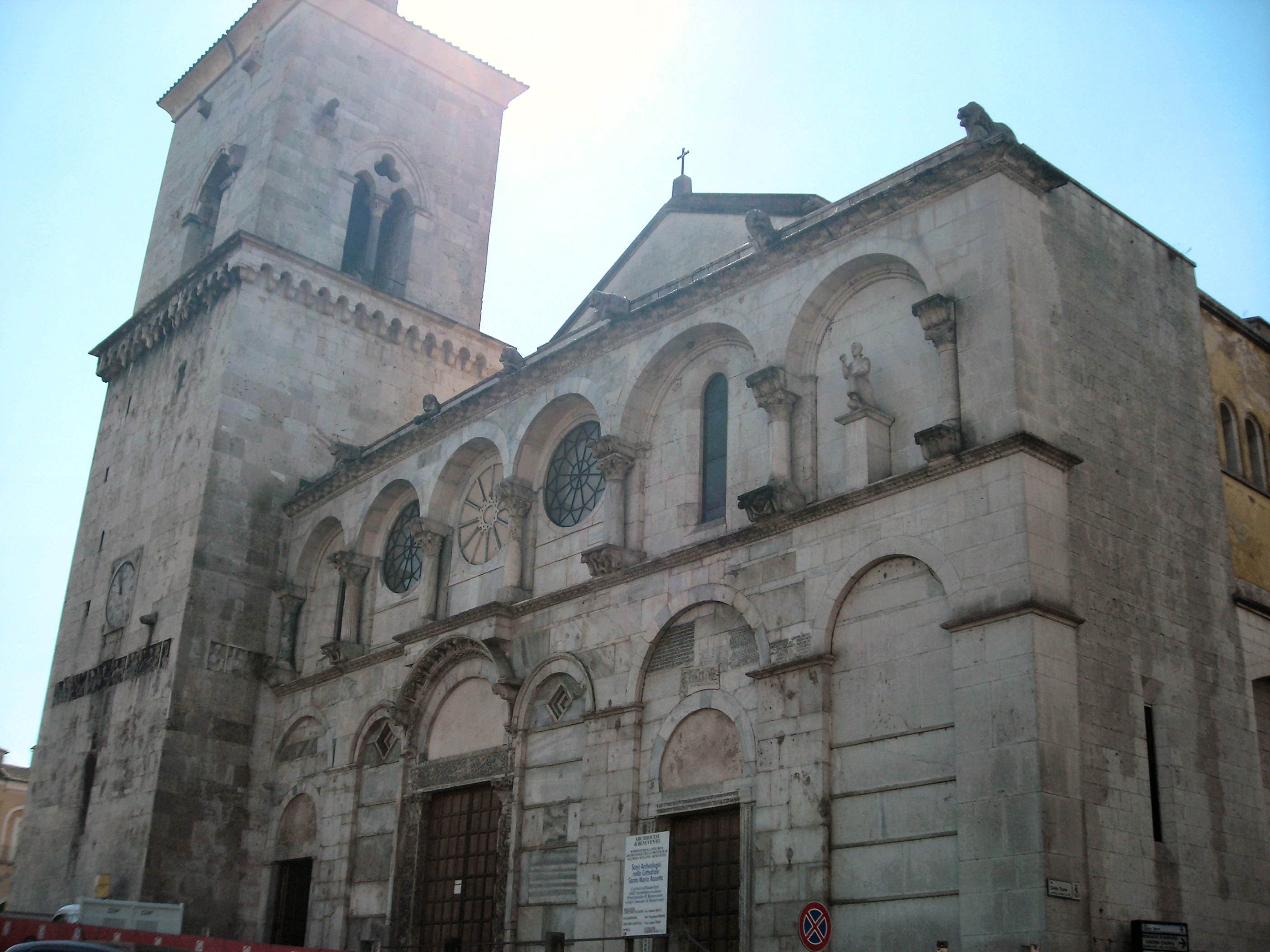
Kathedraal van Benevento, Italië

Artelais, Artellais, Arthellais, Artelaide

## Legende
Arthelais werd geboren in Constantinopel in het Byzantijnse Rijk. Arthelais was de dochter van proconsul Lucius en van Aithuesa. Keizer Justinianus I wilde Arthelais uithuwelijken doch deze vluchtte weg met drie dienaren (of dienaressen). Zij vluchtte naar het Byzantijns gebied in Zuid-Italië waar haar oom Narses verbleef. In geen geval wilde zij haar maagdelijkheid prijsgeven. In Zuid-Italië viel Arthelais in handen van rovers. Haar dienaren baden onmiddellijk tot de heilige Eulalia voor haar bevrijding. De rovers wilden Arthelais verkopen doch de duivel doodde hen op de derde dag. Dankzij een engel geraakte Arthelais bevrijd. Ze trof haar dienaren aan in Siponto in Apulië. Samen gaven ze een offergave in het heiligdom van de aartsengel Michaël in wat de Italiaanse gemeente Monte Sant’Angelo is.
Haar oom Narses bracht haar en haar dienaren veilig naar Benevento. Daar bad zij veel en deed zij mirakels. Toen zij hoge koorts ontwikkelde werd zij naar de San Lucakerk gebracht waar zij stierf (567).

## Cultus
Reeds vanaf de jaren 570 ontstond in Benevento de cultus rond haar graf. Later werd Arthelais heilig verklaard. Relikwieën van haar stoffelijk overschot werden overgebracht naar de kathedraal van Benevento. Zij is een van de beschermheiligen van de stad.
Haar feestdag in Benevento valt op 3 maart. Zij wordt aanbeden bij ontvoering, ballingschap en ziekte.